# Rhyacionia
Rhyacionia är ett släkte av fjärilar som beskrevs av Jacob Hübner 1825. Rhyacionia ingår i familjen vecklare.

## Dottertaxa tillRhyacionia, i alfabetisk ordning[1][2]
- Rhyacionia adana
- Rhyacionia aktita
- Rhyacionia aureola
- Rhyacionia austriana
- Rhyacionia blanchardi
- Rhyacionia buoliana
- Rhyacionia busckana
- Rhyacionia bushnelli
- Rhyacionia cibriani
- Rhyacionia concinnana
- Rhyacionia coruscana
- Rhyacionia dativa
- Rhyacionia dolichotubula
- Rhyacionia duplana
- Rhyacionia flammicolor
- Rhyacionia frustrana
- Rhyacionia fumosana
- Rhyacionia gemmana
- Rhyacionia granti
- Rhyacionia hafneri
- Rhyacionia insulariana
- Rhyacionia jenningsi
- Rhyacionia leptotubula
- Rhyacionia logaea
- Rhyacionia malgassana
- Rhyacionia maritimana
- Rhyacionia martinana
- Rhyacionia milleri
- Rhyacionia miniatana
- Rhyacionia montana
- Rhyacionia multilineata
- Rhyacionia neomexicana
- Rhyacionia pallasana
- Rhyacionia pallifasciata
- Rhyacionia pasadenana
- Rhyacionia piniana
- Rhyacionia pinicolana
- Rhyacionia pinivorana
- Rhyacionia pseudostrobana
- Rhyacionia pudendana
- Rhyacionia relictana
- Rhyacionia rhaeticana
- Rhyacionia riesgoi
- Rhyacionia rigidana
- Rhyacionia robredoi
- Rhyacionia rubigifasciola
- Rhyacionia salmonicolor
- Rhyacionia sciurana
- Rhyacionia simulata
- Rhyacionia sonia
- Rhyacionia spadiceana
- Rhyacionia subcervinana
- Rhyacionia subtropica
- Rhyacionia thurificana
- Rhyacionia walsinghami
- Rhyacionia washiyai
- Rhyacionia versicolor
- Rhyacionia vorana

## Bildgalleri

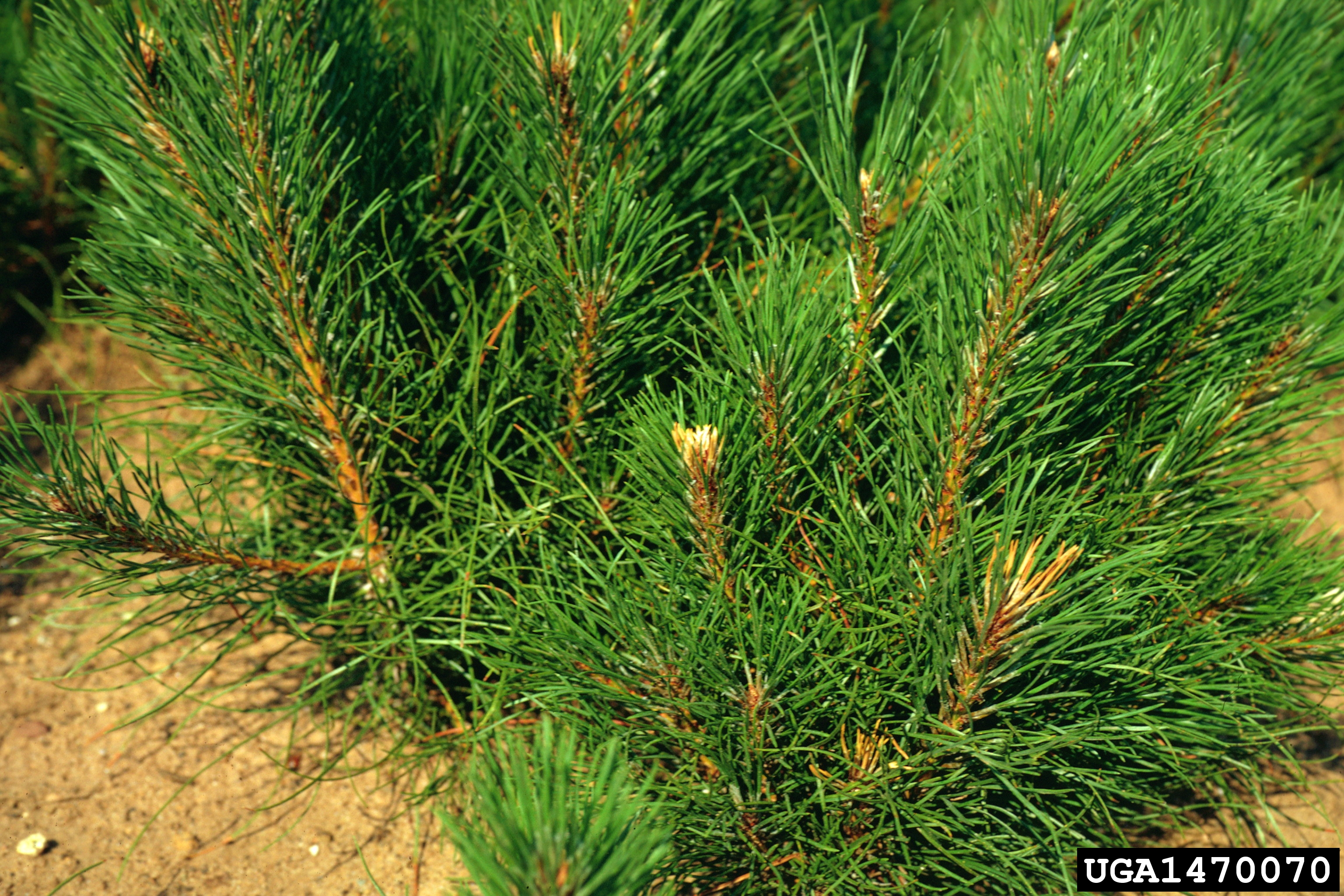
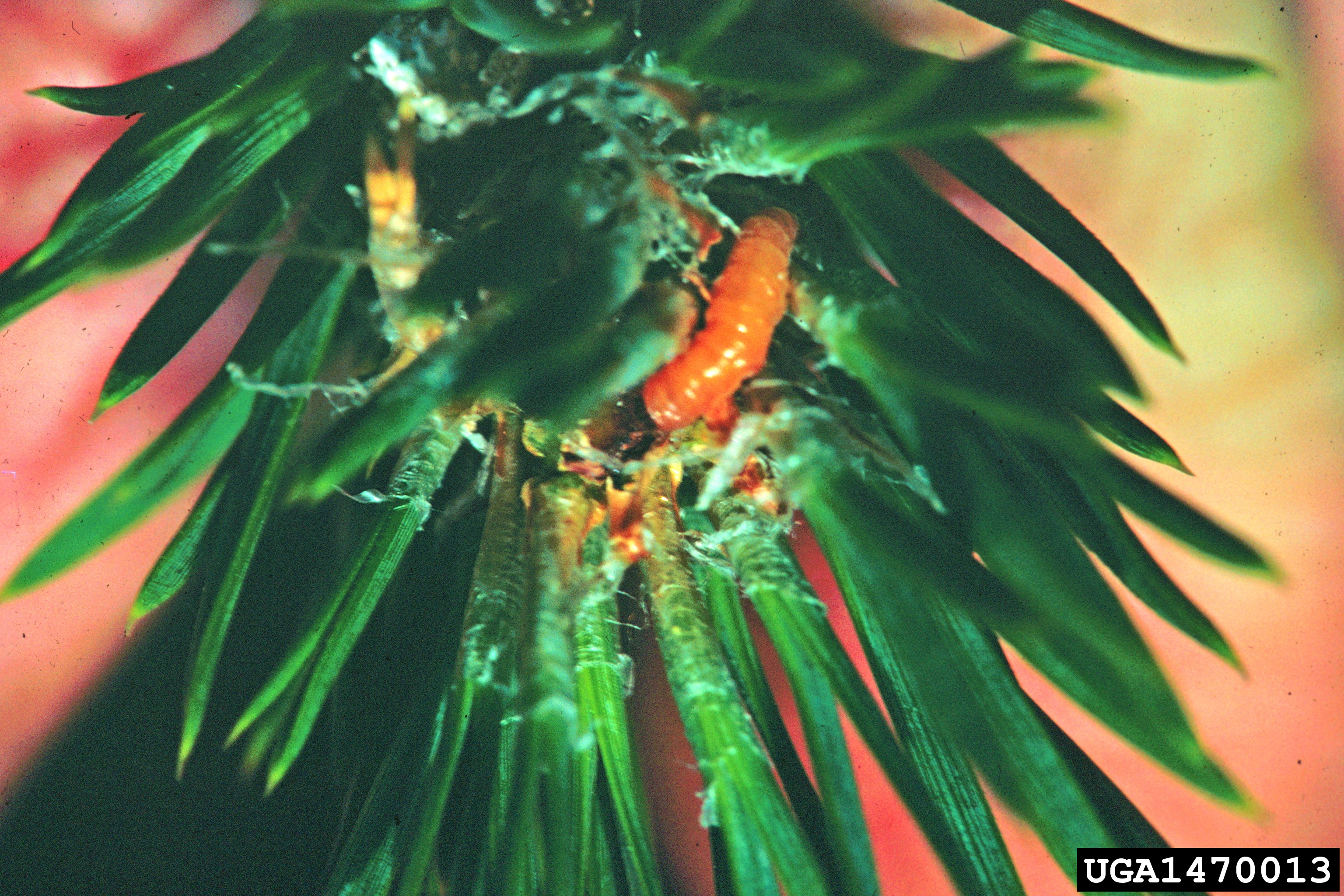
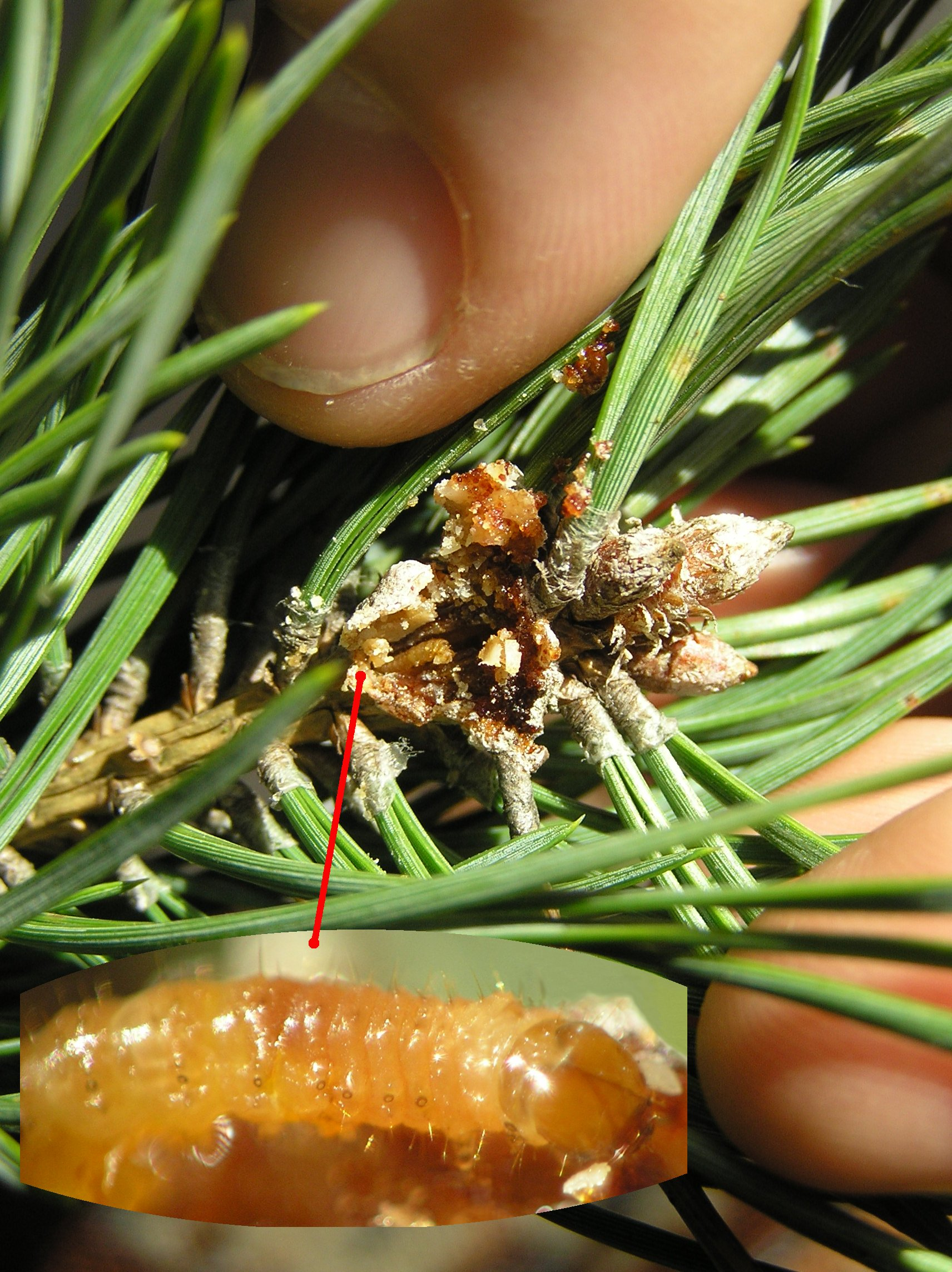
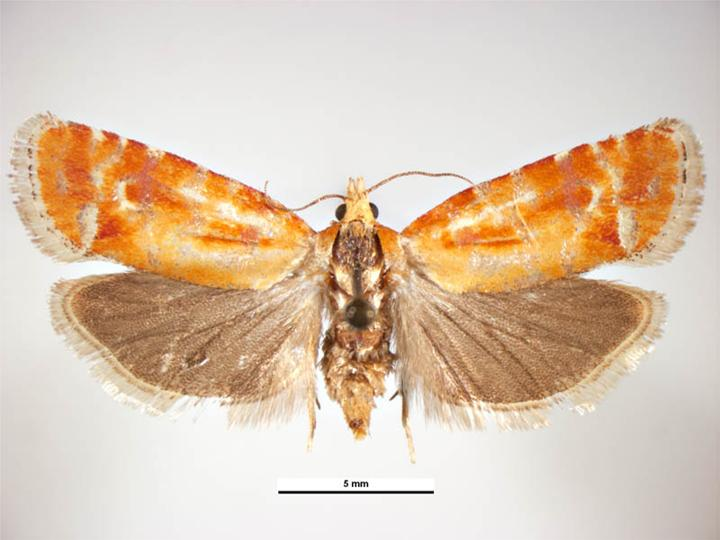
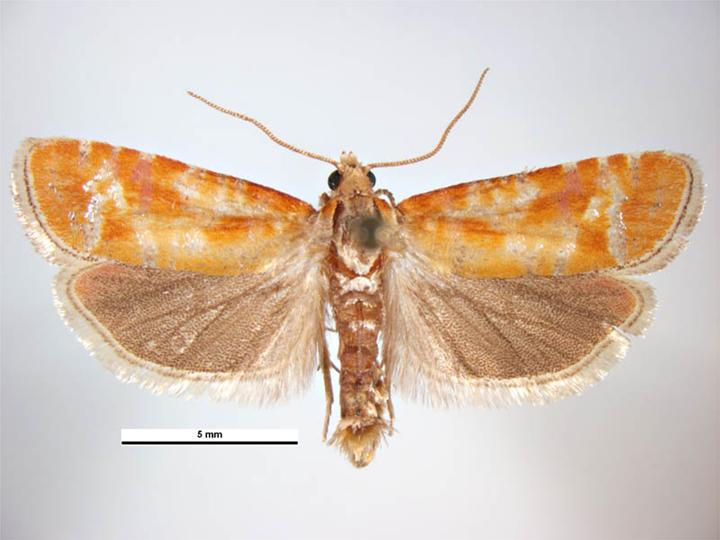
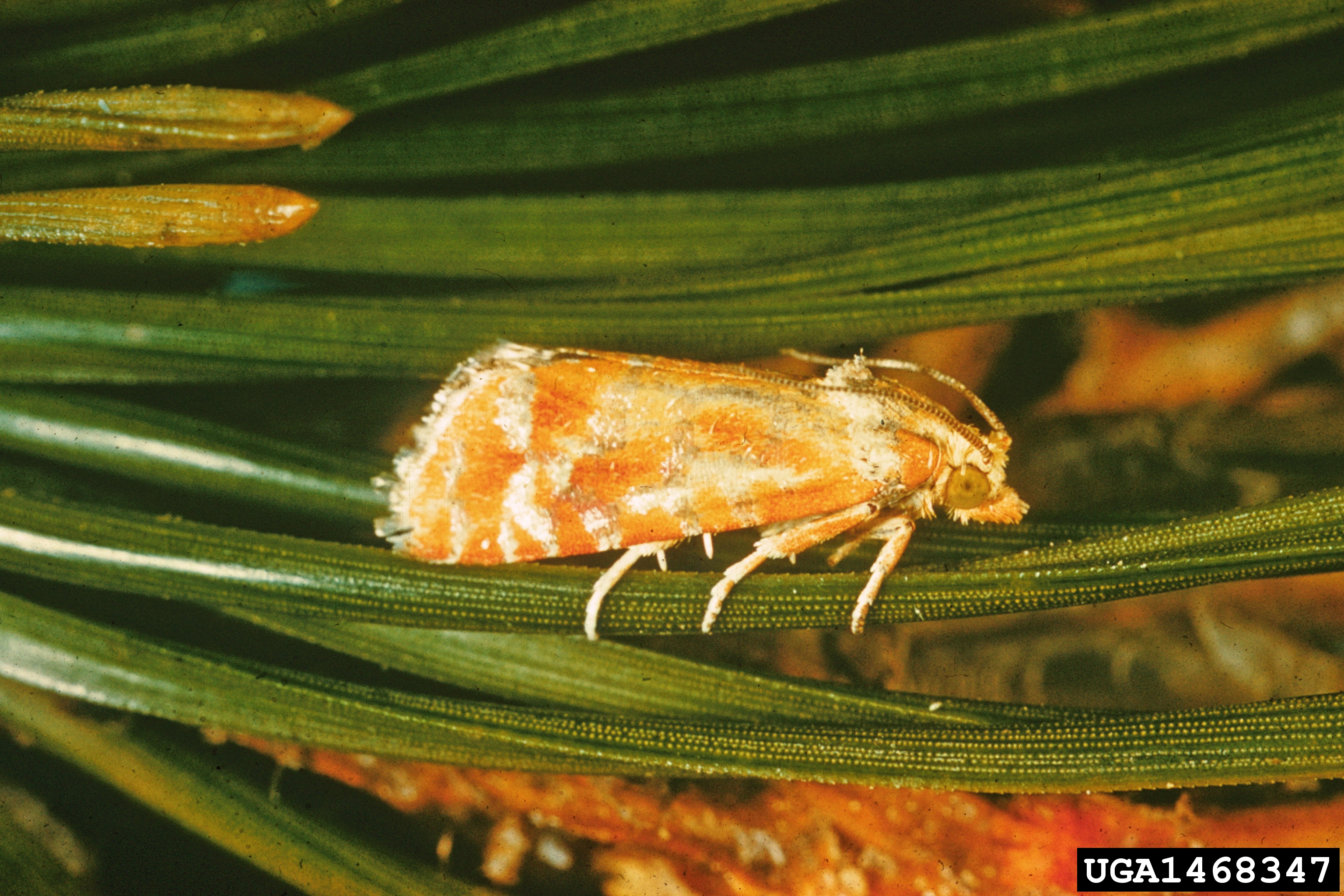
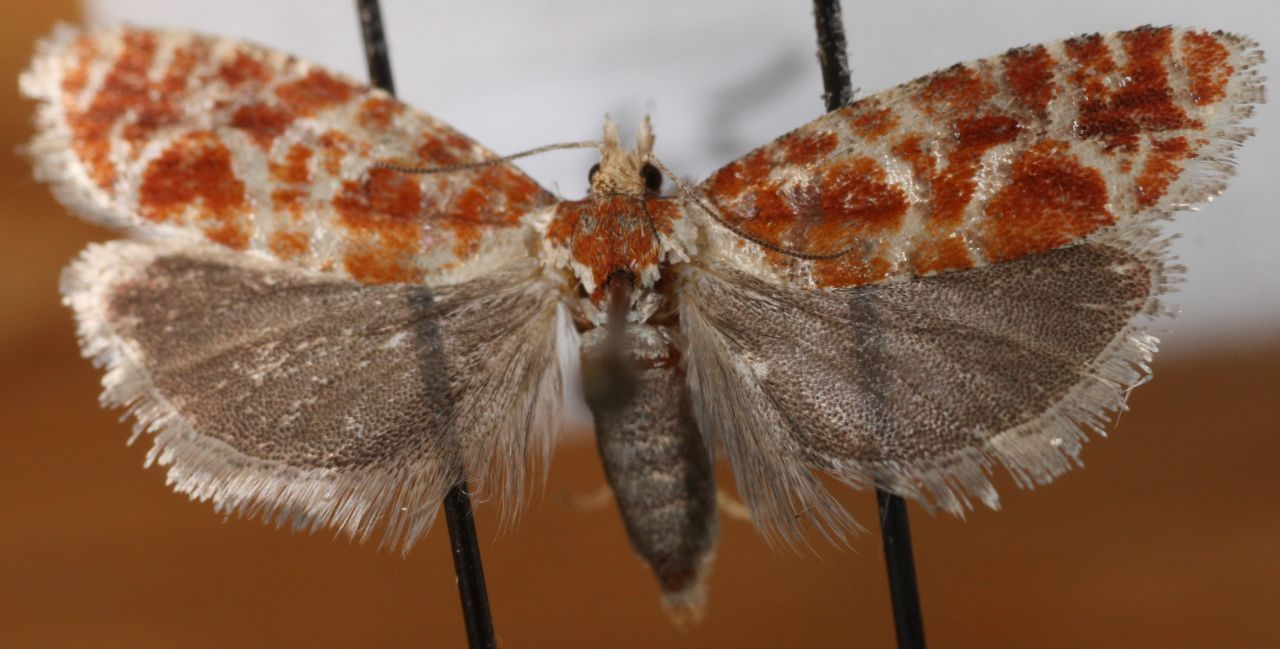
Rhyacionia pinicolana